# RKSV Centro Dominguito
RKSV Centro Dominguito is een voetbalclub uit Curaçao.

## Erelijst
- Sekshon Pagá: 6

1987, 2012, 2013, 2015, 2016, 2017
- Sekshon Amatùr: 3

1979, 1981, 1983

## Prestatie in CONCACAF-competitie
- CONCACAF Champions Cup (1 optreden)

1988 - eerste ronde (Caribbean Zone) - Verloren tegen Gauloise De Basse-Terre 3-1